# Franz Ludwig Philipp Schenk von Stauffenberg
Franz Ludwig Philipp Schenk von Stauffenberg, ab 1874 Graf von Stauffenberg (* 13. Januar 1801 in Würzburg; † 8. Mai 1881 ebenda) war Bayerischer Reichsrat und Präsident der Kammer der Reichsräte. Er war der Urgroßvater des Hitler-Attentäters Claus Schenk Graf von Stauffenberg.

## Herkunft
Er gehörte zur Amerdinger Linie des Adelsgeschlecht derer von Stauffenberg. Sein Vater war Adam Friedrich Aloysius Franz Georg Maria Cresentia Schenk von Stauffenberg (1767–1808), seine Mutter Charlotte von Harff (1777–1839).
Von ihm stammen alle heute noch lebenden Mitglieder des gräflichen Astes dieser Familie ab.

## Leben
Franz verbrachte seine Jugend in Würzburg. Während seines Studiums wurde er 1817 Mitglied der Burschenschaft Teutonia Würzburg. 1822 schloss er seine Staatsprüfung für Rechtspraktikanten ab und wurde 1823 Kanzleiakzessist an der Regierung für Unterfranken in Würzburg. 1837 wurde er Bayrischer Reichsrat und 1849 Präsident der Kammer der Reichsräte. Am 17. Januar 1874 erhob ihn König Ludwig II. in den erblichen Grafenstand des Königreichs Bayern.
Franz war für seine Bauwut bekannt. So ließ er 1842 bis 1846 das sich in Familienbesitz befindliche Stauffenberg-Schloss im württembergischen Lautlingen abbrechen und durch einen Neubau ersetzen. Es folgten die Erneuerung der Schlösser in Amerdingen und Greifenstein, der Neubau des Schlosses Jettingen und der Erwerb des Schlosses in Erbstall. Am 8. Mai 1881 starb Franz von Stauffenberg in seiner Geburtsstadt Würzburg.

## Familie
Er heiratete am 1. Mai 1824 Gräfin Eleonore Butler von Clonebough (* 12. März 1808; † 5. Februar 1861). 
Das Paar hatte fünf Kinder, darunter:
- Klemens Schenk von Stauffenberg (1826–1886) ⚭ 1857 Leopoldine Gräfin von Oberndorff (1831–1919), er war der Großvater von Claus Schenk Graf von Stauffenberg (1907–1944)
- Philipp (1828–1895) ⚭ 1860 Karoline Prinzessin von Lobkowicz (1835–1881)